# جاسم المنصوري
اللواء جاسم علي المنصوري، عسكري كويتي، كان مديرًا عامًا للإدارة العامة للإطفاء ما بين عامي 2003 و2012، خلفًا للواء خالد الياسين.